# Гончак Смерті та інші історії
«Гончак Смерті та інші історії» (англ. The Hound of Death) — збірка детективних розповідей англійської письменниці Агати Крісті, опублікована у Великій Британії у 1933 році видавництвом Odhams Press. Також публікувався під назвою «Гонча смерті». Деякі розповіді збірника більшою мірою є містичними, а не детективними.
До збірки увійшло 12 розповідей різних років, пізніше включених також в інші збірники. Центральною розповіддю збірки є «Свідок обвинувачення», яка лягла в основу знаменитої п'єси Агати Крісті за однойменною назвою.

## Список оповідань
| № п/п | Назва українською                                     | Оригінальна назва                               | Інші збірки                                   |
| ----- | ----------------------------------------------------- | ----------------------------------------------- | --------------------------------------------- |
| 1     | Гончак Смерті                                         | англ. The Hound of Death                        | Золотий м'яч та інші розповіді (1971)         |
| 2     | Червоний сигнал                                       | англ. The Red Signal                            | Свідок обвинувачення та інші розповіді (1948) |
| 3     | Четверта людина                                       | англ. The Fourth Man                            | Свідок обвинувачення та інші розповіді (1948) |
| 4     | Циганка                                               | англ. The Gypsy                                 | Золотий м'яч та інші розповіді (1971)         |
| 5     | Лампа Світильник                                      | англ. The Lamp                                  | Золотий м'яч та інші розповіді (1971)         |
| 6     | Я прийду за тобою, Мері! Коли Боги сміються           | англ. Wireless                                  | Свідок обвинувачення та інші розповіді (1948) |
| 7     | Свідок обвинувачення                                  | англ. The Witness for the Prosecution           | Свідок обвинувачення та інші розповіді (1948) |
| 8     | Таємниця блакитного глечика                           | англ. The Mystery of the Blue Jar               | Свідок обвинувачення та інші розповіді (1948) |
| 9     | Дивна подія, яка трапилась з сером Артуром Кармайклом | англ. The Strange Case of Sir Arthur Carmichael | Золотий м'яч та інші розповіді (1971)         |
| 10    | Поклик крил                                           | англ. The Call of Wings                         | Золотий м'яч та інші розповіді (1971)         |
| 11    | Останній спіритичний сеанс                            | англ. The Last Seance                           | Подвійний гріх та інші історії (1961)         |
| 12    | SOS                                                   | англ. SOS                                       | Свідок обвинувачення та інші розповіді (1948) |